# Aristolochia cordigera
Aristolochia cordigera é uma espécie de planta da família das aristoloquiáceas conhecida popularmente como cipó-de-coração, angelicó e guaco-bravo.
A planta está descrita na Flora Brasiliensis de Martius..

## Descrição
É uma trepadeira de folhas pecioladas, ovado-cordiformes, obtusas no ápice, cordado-incisas na base. Flores axilares, solitárias, de perianto unilabiado, escuro.